# RhB Ge 2/4
| RhB Ge 2/4                                | RhB Ge 2/4                                          | RhB Ge 2/4                                          | RhB Ge 2/4                                          | RhB Ge 2/4                                          |
| ----------------------------------------- | --------------------------------------------------- | --------------------------------------------------- | --------------------------------------------------- | --------------------------------------------------- |
| Bauartbezeichnung:                        | RhB Ge 2/4                                          | RhB Gem 2/4                                         | RhB Ge 2/4                                          | RhB Ge 2/4                                          |
| Nummerierung:                             | 201–207                                             | 211                                                 | 212, 213                                            | 221, 222                                            |
| Hersteller:                               | SLM, BBC                                            | SLM, BBC, SAAS, (RhB)                               | SLM, BBC                                            | SLM, BBC                                            |
| Baujahr:                                  | 1913                                                | 1913                                                | 1913                                                | 1913                                                |
| Umbau:                                    | –                                                   | 1943, 1967                                          | 1943                                                | 1945/46                                             |
| Ausmusterung:                             | 1974–2006 (222 Museumsfahrzeug)                     | 1974–2006 (222 Museumsfahrzeug)                     | 1974–2006 (222 Museumsfahrzeug)                     | 1974–2006 (222 Museumsfahrzeug)                     |
| Achsformel:                               | 1'B 1'                                              | 1'B 1'                                              | 1'B 1'                                              | 1'B 1'                                              |
| Länge über Puffer:                        | 8700 mm                                             | 8700 mm                                             | 8700 mm                                             | 8700 mm                                             |
| Gesamtradstand:                           | 6000 mm                                             | 5800 mm                                             | 5800 mm                                             | 5800 mm                                             |
| Dienstmasse:                              | 37 t                                                | 33 t                                                | 33 t                                                | 30 t                                                |
| Reibungsmasse:                            | 22 t                                                | 21 t                                                | 22 t                                                | 22 t                                                |
| Höchstgeschwindigkeit:                    | 45 km/h                                             | 55 km/h                                             | 55 km/h                                             | 55 km/h                                             |
| Stundenleistung bei elektrischem Betrieb: | 210 kW (285 PS) bei 28,8 km/h                       | 219 kW (298 PS) bei 26,8 km/h                       | 219 kW (298 PS) bei 26,8 km/h                       | 428 kW (582 PS) bei 39,3 km/h                       |
| Stundenleistung bei Dieselbetrieb:        | –                                                   | 154 kW (210 PS) bei 21,2 km/h                       | –                                                   | –                                                   |
| Stundenzugkraft:                          | 26 kN                                               | 29 kN                                               | 29 kN                                               | 39 kN                                               |
| Triebraddurchmesser:                      | 1070 mm                                             | 1070 mm                                             | 1070 mm                                             | 1070 mm                                             |
| Laufraddurchmesser:                       | 710 mm                                              | 710 mm                                              | 710 mm                                              | 710 mm                                              |
| Stromsystem:                              | 11 kV 16 ⅔ Hz                                       | 11 kV 16 ⅔ Hz                                       | 11 kV 16 ⅔ Hz                                       | 11 kV 16 ⅔ Hz                                       |
| Anzahl Fahrmotoren:                       | 1                                                   | 1                                                   | 1                                                   | 1                                                   |
| Übersetzungsverhältnis:                   | 1 : 1                                               | 1 : 4,28                                            | 1 : 4,28                                            | 1 : 5,07                                            |
| Quelle:                                   | Peter Willen: Lokomotiven der Schweiz 2, S. 148–151 | Peter Willen: Lokomotiven der Schweiz 2, S. 148–151 | Peter Willen: Lokomotiven der Schweiz 2, S. 148–151 | Peter Willen: Lokomotiven der Schweiz 2, S. 148–151 |

Die Ge 2/4 ist eine leichte Elektrolokomotive der Rhätischen Bahn (RhB), von der 1913 sieben Exemplare mit den Nummern 201 bis 207 für die neu gebaute und von Anfang an elektrifizierte Bahnstrecke Bever–Scuol-Tarasp im Unterengadin in Dienst gestellt wurden.
Drei Maschinen wurden 1943 in Rangierlokomotiven umgebaut, zwei Streckenlokomotiven erhielten 1945/46 eine modernisierte elektrische Ausrüstung.

## Ge 2/4 201–207

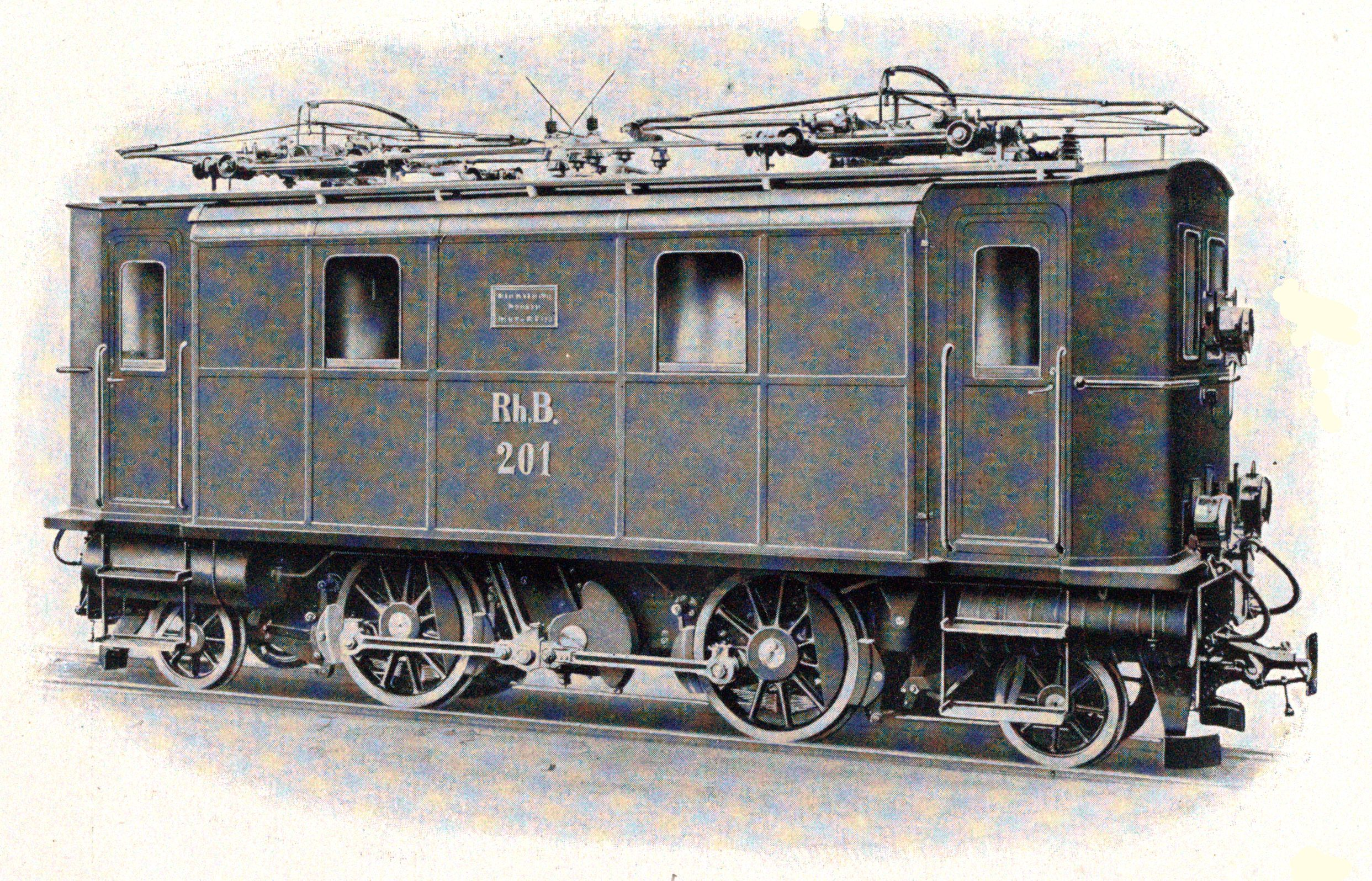
Ge 2/4 201 im Ursprungszustand

Bei der Bestellung der Ge 2/4 1910 war die Erprobung des elektrischen Betriebes mit niederfrequenten Einphasenwechselstrom noch nicht abgeschlossen. Die Rhätische Bahn (RhB) verzichtete auf die Beschaffung von Triebwagen und bestellte stattdessen im Prinzip fünf „halbe“ Ge 4/6 301–302, was die Ersatzteilhaltung vereinfachte.
Die 8,7 m langen Loks mit Stangenantrieb erreichten 45 km/h, wogen 36,7 Tonnen und waren mit ihrer relativ geringen Leistung von 210 kW für die Beförderung der Personenzüge vorgesehen. Den mechanischen Teil lieferte die Schweizerische Lokomotiv- und Maschinenfabrik (SLM), während BBC die elektrischen Komponenten fertigte. Die elektrische Ausrüstung bestand aus einem Transformator und einem langsamlaufenden, stufenlos regulierbaren Repulsionsmotor der Bauart BBC-Déri. Der Antrieb erfolgte ohne Zwischengetriebe über Schrägstangen auf eine Blindwelle und von dort auf die beiden Triebachsen.

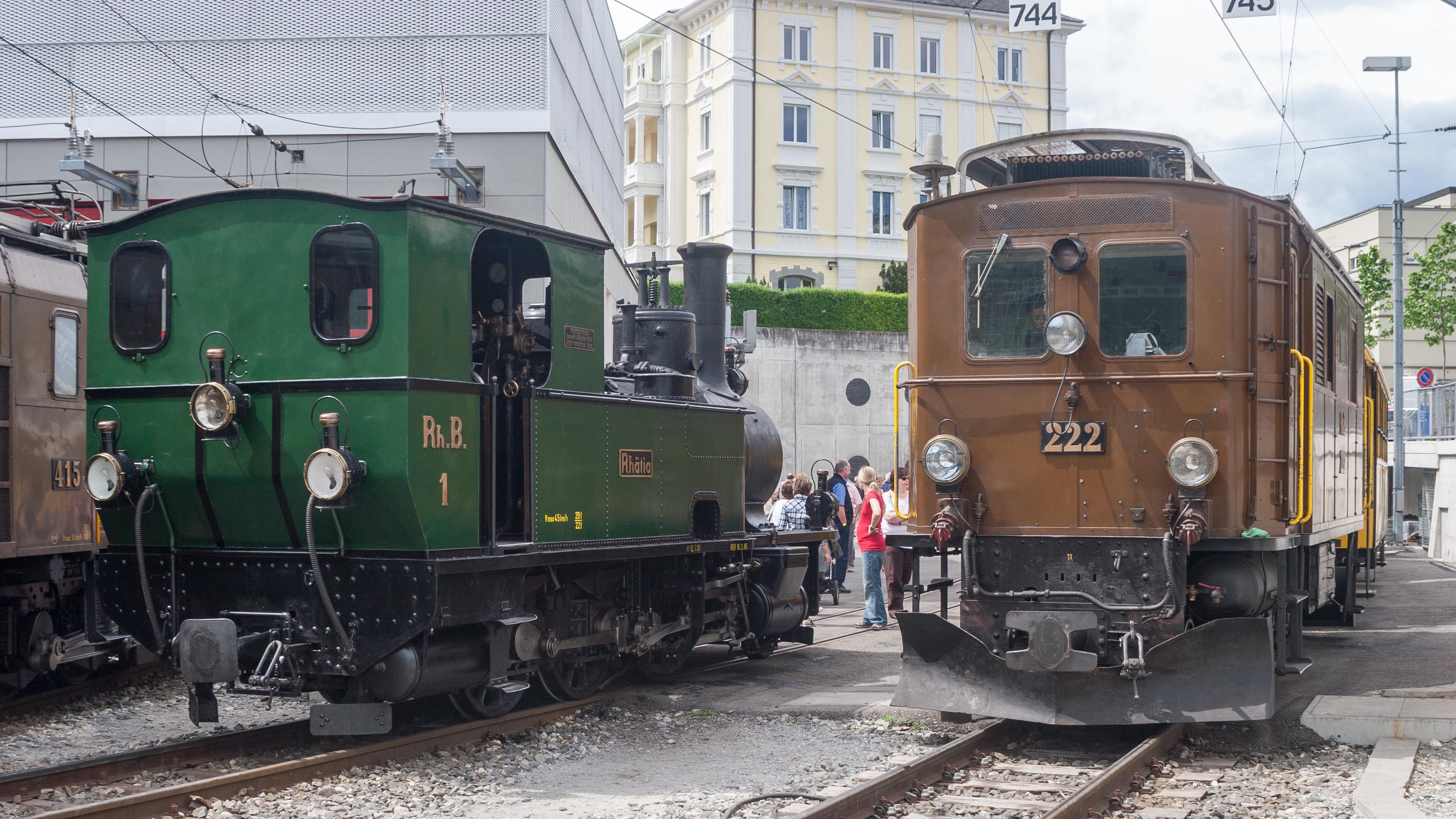
Obwohl die Ge 2/4 leistungsmässig den G 3/4 (links) entsprachen, waren sie für den Einsatz auf der Engadiner Linie zu schwach.

Die Lokomotiven erfüllten die Erwartungen nicht. Bei den Fahrmotoren traten häufig Isolationsschäden auf. Weil kein Reservemotor zur Verfügung stand, waren die Maschinen häufig abgestellt. Während des Ersten Weltkriegs mit dem starken Verkehrseinbruchs hatte das keine grosse Bedeutung. Ihre Leistung war zu gering, erfüllte jedoch das Pflichtenheft. Die unsicheren politischen und wirtschaftlichen Entwicklungen jener Zeit verunmöglichten der RhB eine einigermassen zuverlässige Verkehrsplanung. Aufgrund ihrer geringen Leistungsfähigkeit wurden sie oft im Rangierdienst eingesetzt. Aber dafür waren sie wegen der schlechten Kommutation der Repulsionsmotor beim Anfahren auch nicht geeignet. Der Kohleverbrauch der Repulsionsmotoren war zehnmal grösser als bei modernen Motoren.

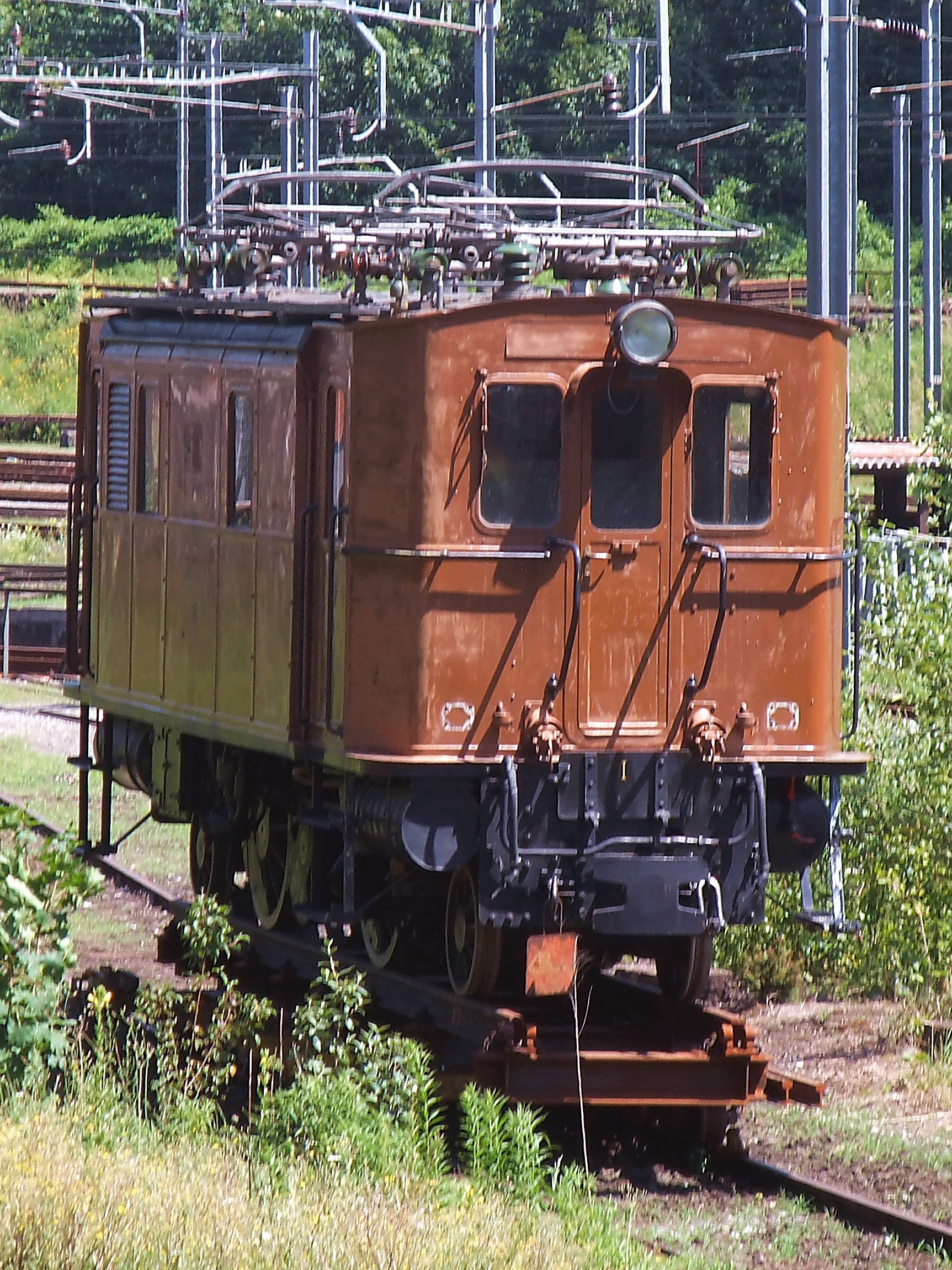
Lok 205 abgestellt in Arth-Goldau im Jahr 2010. Sie hat als einzige Stirnwandtüren erhalten.

Nachdem am 18. Oktober 1920 bei einem Rangierunfall in St. Moritz beide Führerstände beschädigt wurden, erhielt Lokomotive Nr. 205 versuchsweise Stirnwandtüren. Die RhB plante damals den Einmanndienst bei Elektrolokomotiven und die Maschine sollte für den Kondukteur zugänglich sein. 1920 bis 1923 wurde der Anstrich von Grün auf Braun geändert. 1968 erhielten beide Lokomotiven je einen Repulsionsmotor der ausrangierten Ge 4/6 301. 1971 wurde der beschädigte Motor der 207 durch einen der Ge 4/6 302 ersetzt.
Die beiden nicht umgebauten Maschinen mit den Nummern 205 und 207 sind heute noch erhalten. Bis zu ihrer Ausrangierung im Jahr 1974 waren sie Landquart und Samedan stationiert und dienten als Reservelokomotiven für Überfuhr- und Lokalzüge. Lok 205 stand dann bis November 2007 als Denkmal und Objekt für Motorenmessungen für die Studenten vor der Zürcher Hochschule Winterthur. Sie war über die Schule in Besitz des Kantons Zürich gelangt. Anschliessend sollte sie Teil des Bahnmuseums Albula werden. Von Ende November 2007 bis Mai 2015 stand sie im Freien in Arth-Goldau. Historic RhB hat im April 2014 beschlossen, die Maschine wieder ins Bündnerland zurückzuführen.
Seit dem 8. Mai 2015 ist sie zurück auf RhB-Gleisen. 2023 ging sie ins Eigentum der Stiftung Bahnmuseum Albula über. Lok 207, die als einzige der Serie im Ursprungszustand blieb, ist als Pionierin der Elektrotraktion im Verkehrshaus der Schweiz in Luzern ausgestellt.

## Rangierlokomotiven Ge 2/4 212 und 213

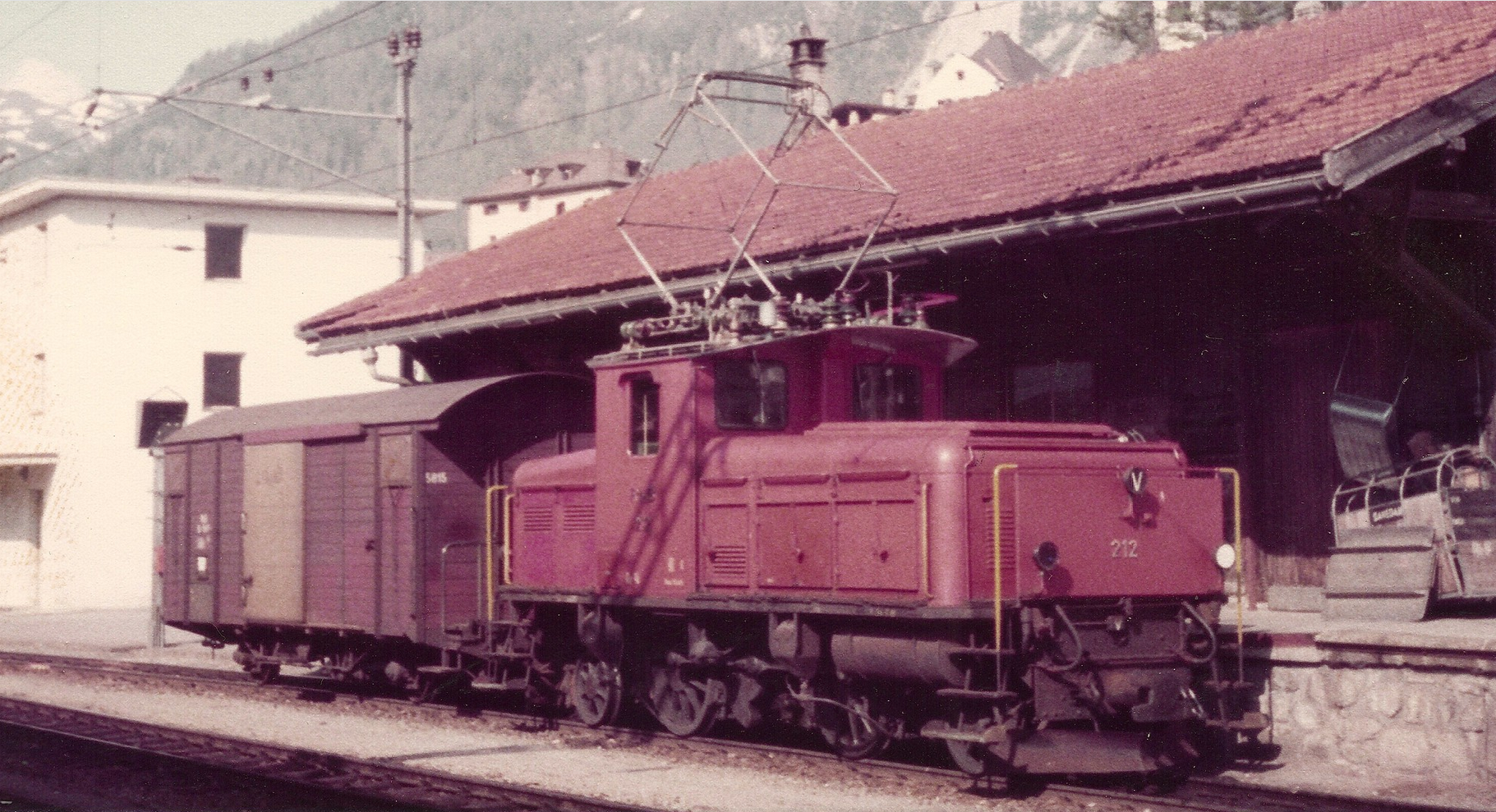
Ge 2/4 212 im Jahr 1982 in Samedan

Zwischen 1943 und 1946 wurden drei Maschinen in Rangierlokomotiven mit zentralem Führerstand umgebaut. Sie erhielten die Bezeichnungen Ge 2/4 212 und 213 sowie Gea 2/4 211. Der mechanische Teil der Ge 2/4 war noch in einem sehr guten Zustand. Durch den Einbau eines neuen schnelllaufenden Einphasenmotors reduzierte sich das Dienstgewicht auf 33,0 t und die Höchstgeschwindigkeit konnte auf 55 km/h angehoben werden. Der Transformator wurde umgebaut. Eine Schützenbatterie steuert die Spannung für den Fahrmotor, der die ursprüngliche Blindwelle über ein doppeltes Zahnradgetriebe antreibt. Die Vakuumbremse bremst nur noch die Anhängewagen und steuert die Bremse der Lokomotive, die als Druckluftbremse ausgeführt ist.
Nach dem Umbau wurden die beiden Lokomotiven in Landquart und Chur eingesetzt. 1968/69 wurde die Vakuumbremse ausgebaut und der braune Anstrich durch einen rotbraunen ersetzt. Nach der Ablieferung der Gm 3/3 stand eine Ge 2/4 in Samedan statt Landquart im Einsatz. Dazu musste die Vakuumbremse für das Umstellen der Kurswagen Chur–Scuol-Tarasp wieder eingebaut werden. Ab 1984 erhielten alle Rangierlokomotiven einen orangen Anstrich. 1986 erfolgte die Versetzung der 213 nach Ilanz.
Die Lokomotiven bewährten trotz des lauten Stangenantriebs über 40 Jahre im Rangierdienst. Nach einem Rangierunfall in Ilanz wurde die Ge 2/4 213 abgebrochen. Das andere Exemplar, die Ge 2/4 212, wurde mittlerweile in den Ursprungszustand der 1940er Jahre zurückversetzt und an die Stiftung „chemin de fer du Kaeserberg“ abgegeben, die die Lok vor ihrer Modelleisenbahnanlage in Granges-Paccot bei Freiburg im Üechtland aufstellte.

## Rangierlokomotive Gea 2/4 211

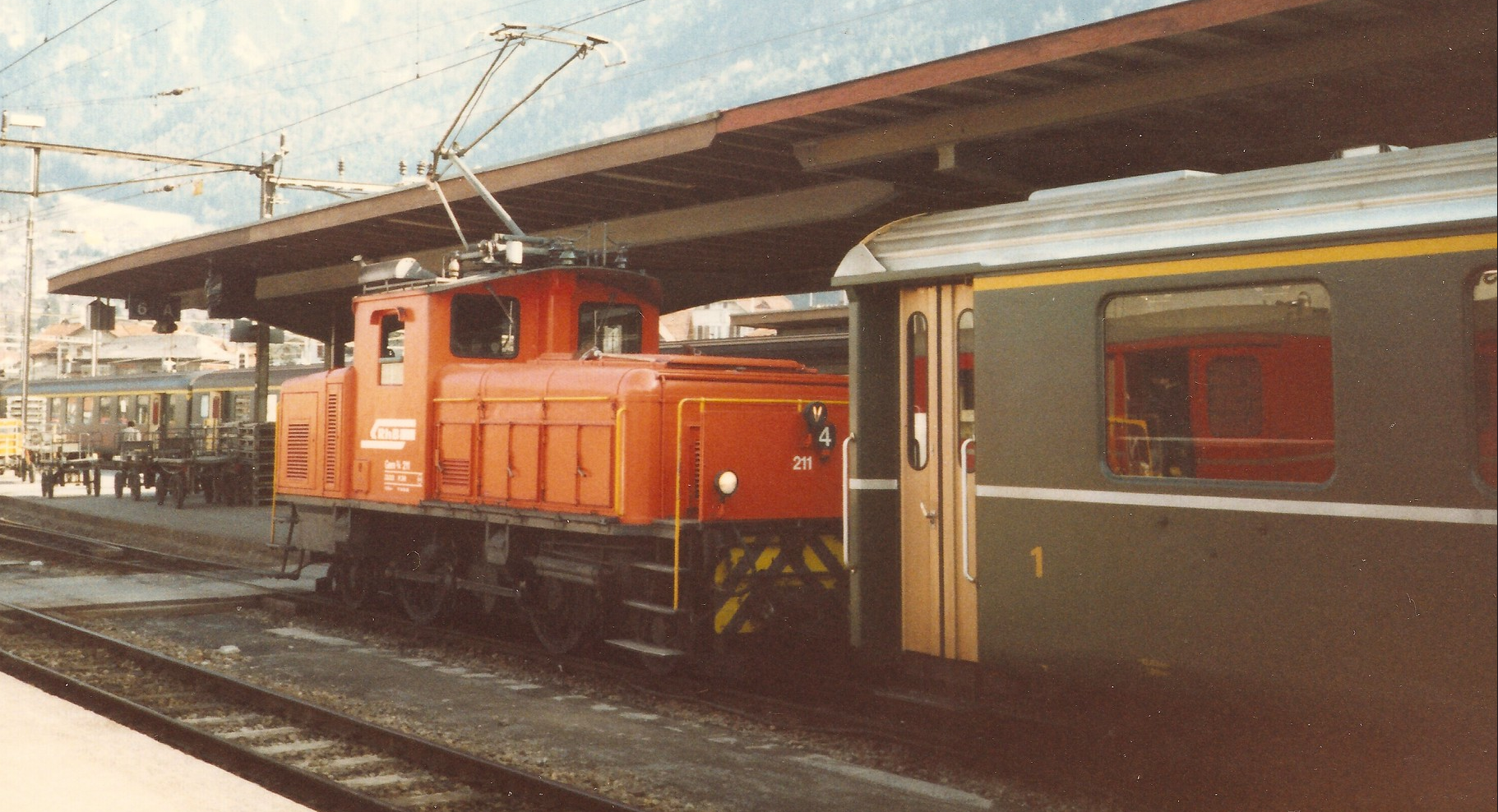
Gem 2/4 211 beim Verschieben von Personenwagen in Chur, 1988

Für den Rangierdienst im Bahnhof Chur benötigte die RhB eine Maschine, die auch die damals mit Gleichstrom elektrifizierten Gleise der Arosabahn bedienen konnte. Die Gea 2/4 211 erhielt deshalb eine Akkumulatorenbatterie, entsprach aber ansonsten den gleichzeitig umgebauten Ge 2/4 212 und 213. Nach der Ablieferung wurde die Lokomotive im östlichen Teil des Bahnhofs Chur eingesetzt. Die Akkumulatoren musste in 24 Jahren dreimal ersetzt werden.
Weil die elektrische Ausrüstung veraltet war, wurde der Akkumulator 1967 durch eine leistungsfähigere Dieselgeneratorgruppe ersetzt, die Lokomotive modernisiert und zur Gem 2/4 211 umbezeichnet. Um auf dem Dach Platz für den Auspuff zu gewinnen, wurde der bisherige Scherenstromabnehmer durch einen Einholmstromabnehmer ersetzt.
2001 wurde die inzwischen baufällige Gem 2/4 211 durch einen kräftigen Traktor der Serie Tm 2/2 111–120 ersetzt.

## Modernisierte Ge 2/4 221 und 222

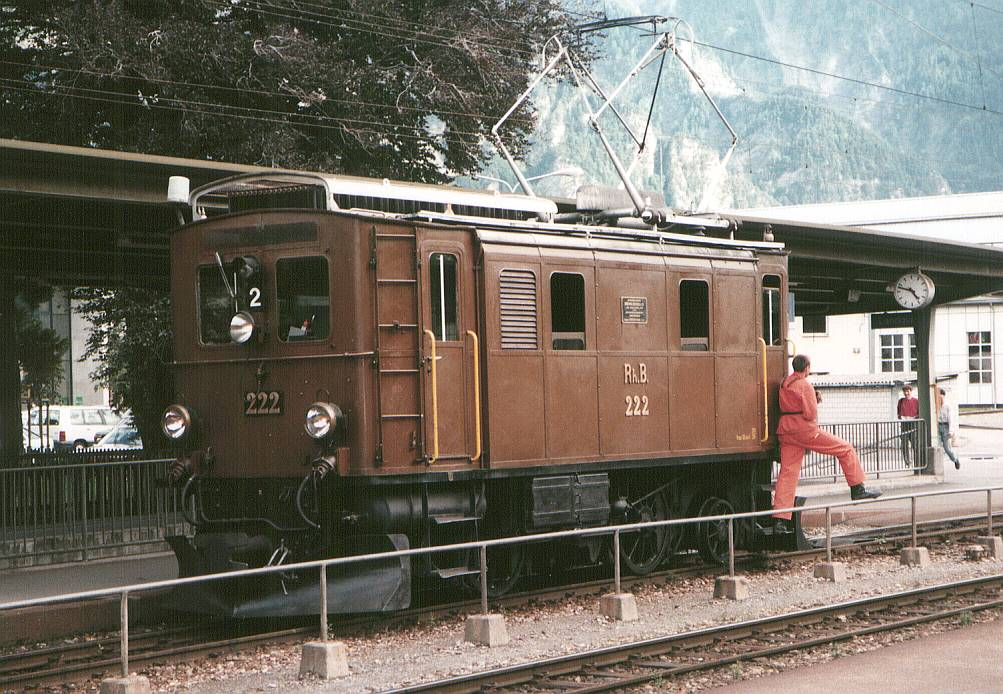
Beim Umbau erhielten die 221 und 222 eine Widerstandsbremse, was an den Bremswiderständen auf dem Dach erkennbar ist.

1945 und 1946 wurden zwei weitere Lokomotiven umgebaut: Die in Ge 2/4 221 und 222 umgezeichneten Maschinen wurden zwar äusserlich nicht verändert, die elektrische Ausrüstung jedoch praktisch vollständig ersetzt. Sie erhielten einen leistungsfähigen schnelllaufenden Einphasenmotor der gleichen Bauart wie bei den Re 4/4 I 10001–10026. Ein neuer Transformator und ein von einer Nockenwelle betätigter Stufenschalter speist den Fahrmotor, der die vorhandene Blindwelle über ein Zahnradgetriebe antreibt. Die Lokomotiven erhielten eine fremderregte Gleichstrom-Widerstandsbremse. Der zweite Stromabnehmer wurde entfernt, um Platz für die  Bremswiderstände zu gewinnen. Durch den Umbau reduzierte sich das Gewicht auf 30,0 t und die Höchstgeschwindigkeit erhöhte sich auf 55 km/h. Die Maschinen hatten nun mit 428 kW die gleiche Leistung wie die Ge 4/6. Die beiden Streckenlokomotiven erhielten wie die Rangierloks 211–213 eine vakuumgesteuerte Druckluftbremse. Die Wagen werden nach wie vor mit Vakuum gebremst.

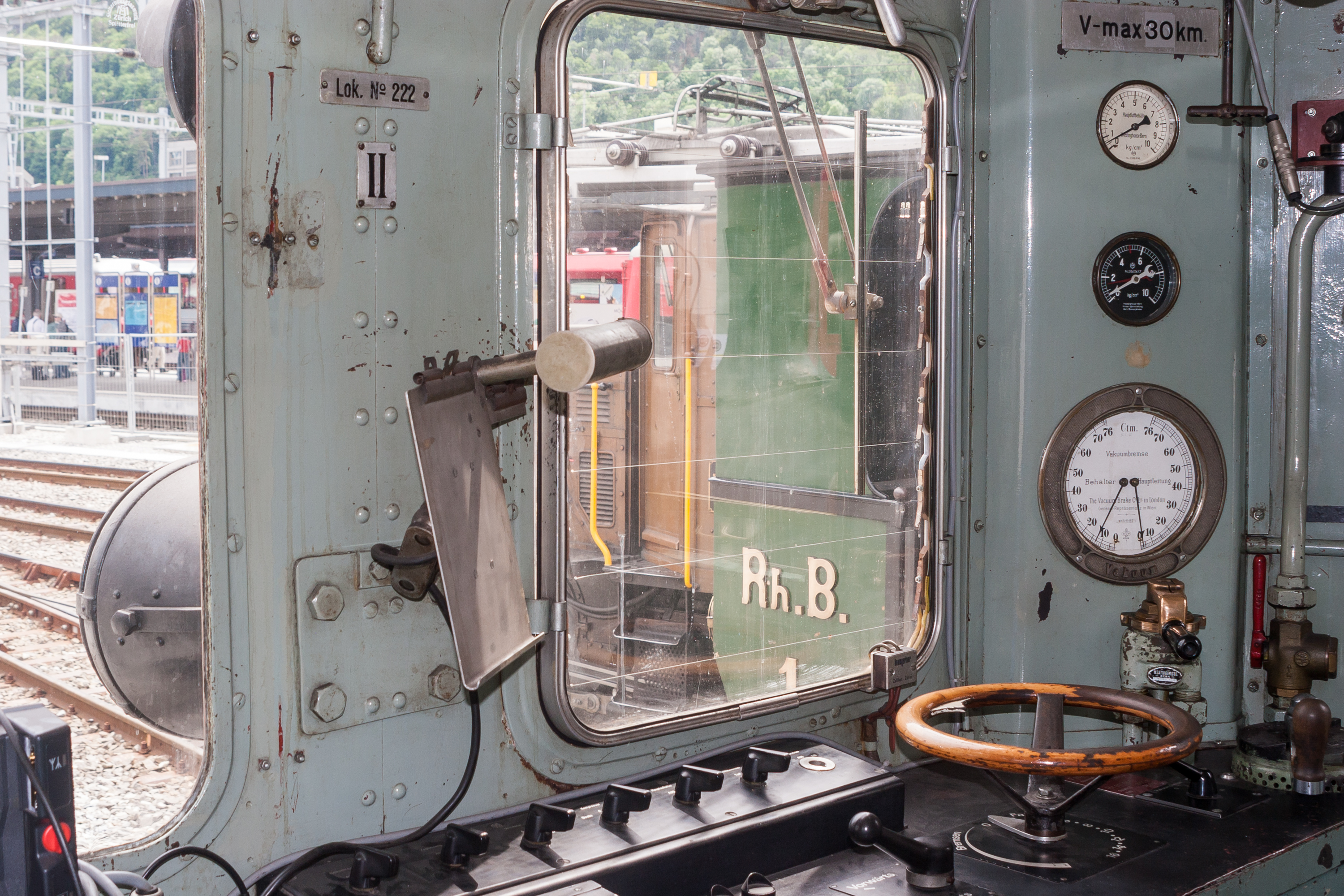
Führerstand der Ge 2/4 222. Zum Zeitpunkt der Aufnahme im Jahre 2008 war die Höchstgeschwindigkeit auf 30 km/h beschränkt.

Nach dem Umbau kamen beide Lokomotiven zum Depot Samedan und leisteten neben ihrem angestammten Dienst im Engadin in der Saison auch Vorspann- und Schiebedienste vor den Ge 4/4 I auf der Albulabahn. Daneben waren sie in Samedan im Rangierdienst eingesetzt. Die anfänglich auf 65 km/h angesetzte Höchstgeschwindigkeit musste auf 55 km/h reduziert werden, weil die Lokomotiven bei hoher Geschwindigkeit schlingerten.
1954 bis 1956 erhielten die zwei Maschinen eine direkt wirkende Rangierbremse,  1972/73 wurden sie neu verkabelt und modernisiert. Nach der Ablieferung der Gm 3/3 wurde eine Ge 2/4 von Samedan nach Landquart versetzt. Seit 1976 waren beide Lokomotiven in der Reserve für den Rangierdienst eingeteilt. Nach einem Getriebeschaden im Jahr 1993 wurde die 221 abgestellt und 1998 abgebrochen. Die 222 erlitt einen Motorschaden und erhielt den noch guten Motor der 221.
Erhalten geblieben ist die Ge 2/4 222; sie wird als Museumslok bei der RhB eingesetzt und ist in Landquart beheimatet. Um den Motor zu schonen, wurde die Höchstgeschwindigkeit auf 30 km/h beschränkt. Weil das Fahrzeug kaum noch im Nostalgieverkehr eingesetzt werden konnte, wurde die Höchstgeschwindigkeit später auf 45 km/h heraufgesetzt.

## Liste der Ge 2/4
| Betriebsnummer | Inbetriebnahme | Umbau                                 | Ausrangierung | Verbleib |
| -------------- | -------------- | ------------------------------------- | ------------- | --- |
| 201            | 27.12.1912     | 1943 → Ge 2/4 213                     | 1992          | Abbruch nach Rangierunfall |
| 202            | 25.01.1913     | 1943 → Gea 2/4 211 1967 → Gem 2/4 211 | 2001          | Abbruch nach Getriebeschaden |
| 203            | 16.04.1913     | 1946 → Ge 2/4 221                     | 1998          | Abbruch |
| 204            | 26.04.1913     | 1946 → Ge 2/4 222                     | –             | Betriebsfähiges Museumsfahrzeug |
| 205            | 17.05.1913     | 1920er Jahre → Einbau Stirnwandtüren  | 1974          | 1974 funktionsfähiges Denkmal (Standmodell) Winterthur Ende November 2007 in Arth-Goldau zur Revision abgestellt Seit 8. August 2015 in Filisur remisiert |
| 206            | 06.06.1913     | 1946 → Ge 2/4 212                     | 2006          | 2007 Denkmal bei Fribourg |
| 207            | 26.06.1913     | –                                     | 1974          | 1982 Verkehrshaus Luzern |

## Unfälle
Am 18. Februar 1920 kippte in St. Moritz bei einer Flankenfahrt Lokomotive 205 auf einen gedeckten Güterwagen. Beide Führerstände wurden beschädigt.
Am 22. März 1927 fuhr zwischen Guarda und Ardez ein Zug vor dem Magnacun-Tunnel auf einen herabgestürzten Felsblock. Dabei wurde die Ge 2/4 206 gegen die Mauerkante des Tunnelportals gedrückt. Der Lokomotivführer starb, zwei Fahrgäste wurden schwer und sieben leicht verletzt.
Am 1. August 1952 entgleiste ein Schnellzug mit der Ge 4/4 I 602 als Zug- und der Ge 2/4 221 als Vorspannlokomotive in der Einfahrkurve von Bever wegen überhöhter Geschwindigkeit und stürzte auf die Kantonsstrasse. Im Zug wurden zwei Personen getötet, auf der Strasse eine. 22 Passagiere erlitten ernstere Verletzungen. Die Ge 2/4 221 wurde schwer beschädigt.